# Pedilonum
Pedilonum es un género con 200 especies de orquídeas epífitas o litófitas originarias de los bosques de tierras bajas del sudeste de Asia y Australasia, con sorprendentes inflorescencias en forma de racimos cónicos de color rosa o púrpura. El género se ha separado del género Dendrobium.

## Descripción
Las especies son de medianas a grandes orquídeas epífitas, simpodiales, con muchos tallos robustos, erectos a cilíndricos caídos, fusiformes con hojas coriáceas, torcidas, línear-lanceoladas a ovales.La inflorescencia es larga, cónica, densamente poblada de flores.
Las flores son tubulares, sólidas, cerosas y brillantes de color rosa, púrpura o blanco, el labelo normalmente con un color amarillo o naranja en contraste, son fragantes. La parte superior del sépalo es triangular-ovado a oblongo y ligeramente cóncavo, los laterales son oblicuos, en forma de hoz, triangulares. Los pétalos también sesgados, lanceolados. Los labios pequeños en forma de espátula. La base del labio se funde con las estribaciones de la columna. Esta es gruesa y corta, ampliada hacia el ápice, con una hundida marca y un duro y plano rostelo.

## Distribución y hábitat
Especies se encuentran sobre los árboles, en los sitios abiertos en zonas de tierras bajas en los secos bosques caducifolios en Birmania, Tailandia, Vietnam, Camboya, Laos, Filipinas, Malasia, Java, Sumatra, Borneo y Nueva Guinea.

## Evolución, filogenia y taxonomía
Pedilonum fue originalmente descrito en 1825 por Blume, pero más tarde se fusionó en el género Dendrobium. En 2003 es otra vez descrito como un género separado, por Clements con todas las especies de la sección Pedilonum de Dendrobium.
El género tiene cerca de 225 especies. La especie tipo es Pedilonum secundum.

## Etimología
Pedilonum se deriva del griego pedilon (zapatillas), refifiéndose a la bolsa en forma de zapatilla lateral de los sépalos.

## Sinonimia
- Dendrobium Sw. (1799) secc. Pedilonum Blume (1825)

## Especiesseleccionadas
- Pedilonum adolphii (Schltr.) Rauschert, Feddes Repert. 94: 457 (1983).
- Pedilonum aegle (Ridl.) Rauschert, Feddes Repert. 94: 457 (1983).
- Pedilonum aemulans (Schltr.) Rauschert, Feddes Repert. 94: 457 (1983).
- Pedilonum alderwereltianum (J.J.Sm.) Rauschert, Feddes Repert. 94: 457 (1983).
- Pedilonum amblyogenium (Schltr.) Rauschert, Feddes Repert. 94: 457 (1983).